# Benzamide
Le benzamide est un solide blanc cristallin, ayant pour formule chimique C6H5CONH2. Ce composé est un dérivé de l'acide benzoïque. Il est légèrement soluble dans l'eau, il est très soluble dans la propanone ou l'éthanol.

## Propriétés pharmacologiques
Certains benzamides substitués ont des propriétés pharmacologiques, notamment en tant que neuroleptiques et antipsychotiques. L'amisulpride en est un exemple.